# Verlagspreis Literatur des Landes Baden-Württemberg
Der Verlagspreis Literatur des Landes Baden-Württemberg wird alle zwei Jahre für besondere verlegerische Leistungen vom Ministerium für Wissenschaft, Forschung und Kunst Baden-Württemberg ausgelobt.

## Beschreibung
Der Preis ist mit 12.500 Euro dotiert und wurde erstmals 1996 vergeben.
Der Verlagspreis Literatur würdigt das Wirken unabhängiger baden-württembergischer Verlage, die einen besonderen literarischen Schwerpunkt haben. Bewerben können sich Verlage mit Sitz in Baden-Württemberg, deren Jahresumsatz bis zu 2,5 Millionen Euro beträgt. 
Eine unabhängige Jury aus Vertretern von Buchhandel, Journalismus und Literaturhäusern, darunter das Deutsche Literaturarchiv Marbach, wählt unter den eingegangenen Bewerbungen den jeweiligen Preisträger aus und schlägt diesen dem Ministerium vor. 
Die Verleihung erfolgt jeweils im Rahmen der Baden-Württembergischen Literaturtage.

## Preisträger seit 2008
- 2008: Verlag Urs Engeler Editor, Weil am Rhein
- 2010: Konkursbuch Verlag, Tübingen
- 2012: Persona Verlag, Mannheim
- 2014: Derk Janßen Verlag, Freiburg im Breisgau
- 2016: Der Diwan Hörbuchverlag, Winterbach
- 2018: Verlag Das Wunderhorn, Heidelberg
- 2020: kunstanstifter Verlag, Mannheim
- 2022: danube books Verlag, Ulm
- 2024: Edition Converso, Karlsruhe[2]